# Lachnospiraceae
Famille
Les Lachnospiraceae forment une famille de bactéries anaérobies présentes dans le microbiote intestinal des mammifères.

## Taxonomie
Le nom correct complet (avec auteur) de ce taxon est Lachnospiraceae Rainey 2010.
Le genre type est : Lachnospira Bryant & Small 1956.

### Synonymes
Lachnospiraceae a pour synonymes :
- Anaerotignaceae Chuvochina et al. 2024
- Anaerotignaceae Gilroy et al. 2021
- Cellulosilyticaceae Dong & Zhou 2023
- Natranaerovirgaceae Sorokin & Merkel 2024

### Étymologie
L'étymologie du nom de cette famille est la suivante : N.L. fem. n. Lachnospira, genre type de cette famille; L. fem. pl. n. suff. -aceae, suffixe pour définir une famille; N.L. fem. pl. n. Lachnospiraceae, la famille du genre Lachnospira.

## Liste des genres
Selon LPSN (27 avril 2024) :
- Acetatifactor Pfeiffer et al. 2013
- Acetitomaculum Greening & Leedle 1995
- Agathobacter Rosero et al. 2016
- Alitiscatomonas Hitch et al. 2022
- Anaerobium Patil et al. 2015
- Anaerobutyricum Shetty et al. 2018
- Anaerocolumna Ueki et al. 2016
- Anaeromicropila Ueki et al. 2023
- Anaeropeptidivorans Köller et al. 2022
- Anaerosacchariphilus Kim et al. 2019
- Anaerostipes Schwiertz et al. 2002
- Anaerotaenia Ueki et al. 2016
- Anaerotignum Ueki et al. 2017
- Anthropogastromicrobium Hitch et al. 2022
- Bilifractor Wylensek et al. 2021
- Blautia Liu et al. 2008
- Brotaphodocola Afrizal et al. 2023
- Brotolimicola Hitch et al. 2022
- Brotonthovivens Hitch et al. 2022
- Butyribacter Zou et al. 2021
- Butyrivibrio Bryant & Small 1956
- Catenibacillus Braune & Blaut 2018
- Catonella Moore & Moore 1994
- Cellulosilyticum Cai & Dong 2010
- Chakrabartyella Pardesi et al. 2023
- Chordicoccus Gaffney et al. 2023
- Claveliimonas Hisatomi et al. 2023
- Coprococcus Holdeman & Moore 1974
- Cuneatibacter Lagkouvardos et al. 2016
- Diplocloster Chaplin et al. 2022
- Dorea Taras et al. 2002
- Eisenbergiella Amir et al. 2014
- Enterocloster Haas & Blanchard 2020
- Extibacter Lagkouvardos et al. 2017
- Faecalicatena Sakamoto et al. 2017
- Faecalimonas Sakamoto et al. 2017
- Falcatimonas Watanabe et al. 2016
- Frisingicoccus Lagkouvardos et al. 2016
- Fusicatenibacter Takada et al. 2013
- Gallintestinimicrobium Hitch et al. 2022
- Herbinix Koeck et al. 2015
- Hespellia Whitehead et al. 2004
- Holtiella Allen-Vercoe et al. 2023
- Hominifimenecus Afrizal et al. 2023
- Hominisplanchenecus Afrizal et al. 2023
- Hoministercoradaptatus Hitch et al. 2022
- Hominiventricola Afrizal et al. 2023
- Howardella Cook et al. 2007
- Johnsonella Moore & Moore 1994
- Jutongia Liu et al. 2022
- Kineothrix Haas & Blanchard 2017
- Lachnoanaerobaculum Hedberg et al. 2012
- Lachnobacterium Whitford et al. 2001
- Lachnospira Bryant & Small 1956
- Lachnotalea Jarzembowska et al. 2016
- Lacrimispora Haas & Blanchard 2020
- Laedolimicola Hitch et al. 2022
- Lientehia Abdugheni et al. 2023
- Marvinbryantia Wolin et al. 2008
- Mediterraneibacter Togo et al. 2019
- Merdimonas Seo et al. 2017
- Mobilisporobacter Mbengue et al. 2016
- Mobilitalea Podosokorskaya et al. 2014
- Moryella Carlier et al. 2007
- Muricomes Lagkouvardos et al. 2016
- Muricoprocola Hitch et al. 2022
- Murimonas Kläring et al. 2015
- Natranaerovirga Sorokin et al. 2012
- Novisyntrophococcus Chai et al. 2021
- Oliverpabstia Wylensek et al. 2021
- Oribacterium Carlier et al. 2004
- Otoolea Afrizal et al. 2023
- Pararoseburia Abdugheni et al. 2022
- Parasporobacterium Lomans et al. 2004
- Porcincola Wylensek et al. 2021
- Pseudobutyrivibrio van Gylswyk et al. 1996
- Robinsoniella Cotta et al. 2009
- Roseburia Stanton & Savage 1983
- Schaedlerella Soh et al. 2019
- Sellimonas Seo et al. 2016
- Shuttleworthella Deshmukh & Oren 2024
- Sporobacterium Mechichi et al. 1999
- Sporofaciens Rasmussen et al. 2021
- Stomatobaculum Sizova et al. 2013
- Suilimivivens Hitch et al. 2022
- Suipraeoptans corrig. Wylensek et al. 2021
- Suonthocola Hitch et al. 2022
- Syntrophococcus Krumholz & Bryant 1986
- Variimorphobacter Rettenmaier et al. 2021
- Velocimicrobium Wylensek et al. 2021
- Waltera Wylensek et al. 2021
- Zhenhengia Liu et al. 2022